# محمد بن زيد العلوي
محمد بن زيد العلوي أمير طبرستان والديلم.وكان سبب ذلك، أن إسماعيل الساماني، لما ظفر بعمرو بن الليث، ظن محمد، أن إسماعيل لا يجاوز عمله، وأن خراسان قد خلت له، فارتحل من بلده، يريد خراسان، وسبقه إسماعيل إليها، وكتب إليه ان الزم عملك،ولا تتجاوزه إلى غيره،فم يقبل، فبعث إليه جيشا مع محمد بن هارون،الذي كان ينوب عن رافع بن هرثمة فلما التقيا، هرب منه محمد بن هارون خديعة، فسار الجيش وراءه، في الطلب،فكر عليهم راجعا فانهزموا منه،فأخذ ما في معسكرهم، وجرح محمد بن زيد، جراحات شديدة ، فمات بسببها، بعد أيام، وأسر ولده زيد، فبعث به إلى إسماعيل بن أحمد، فأكرمه،وأمر له بجائزه.